# X10 (산업 표준)

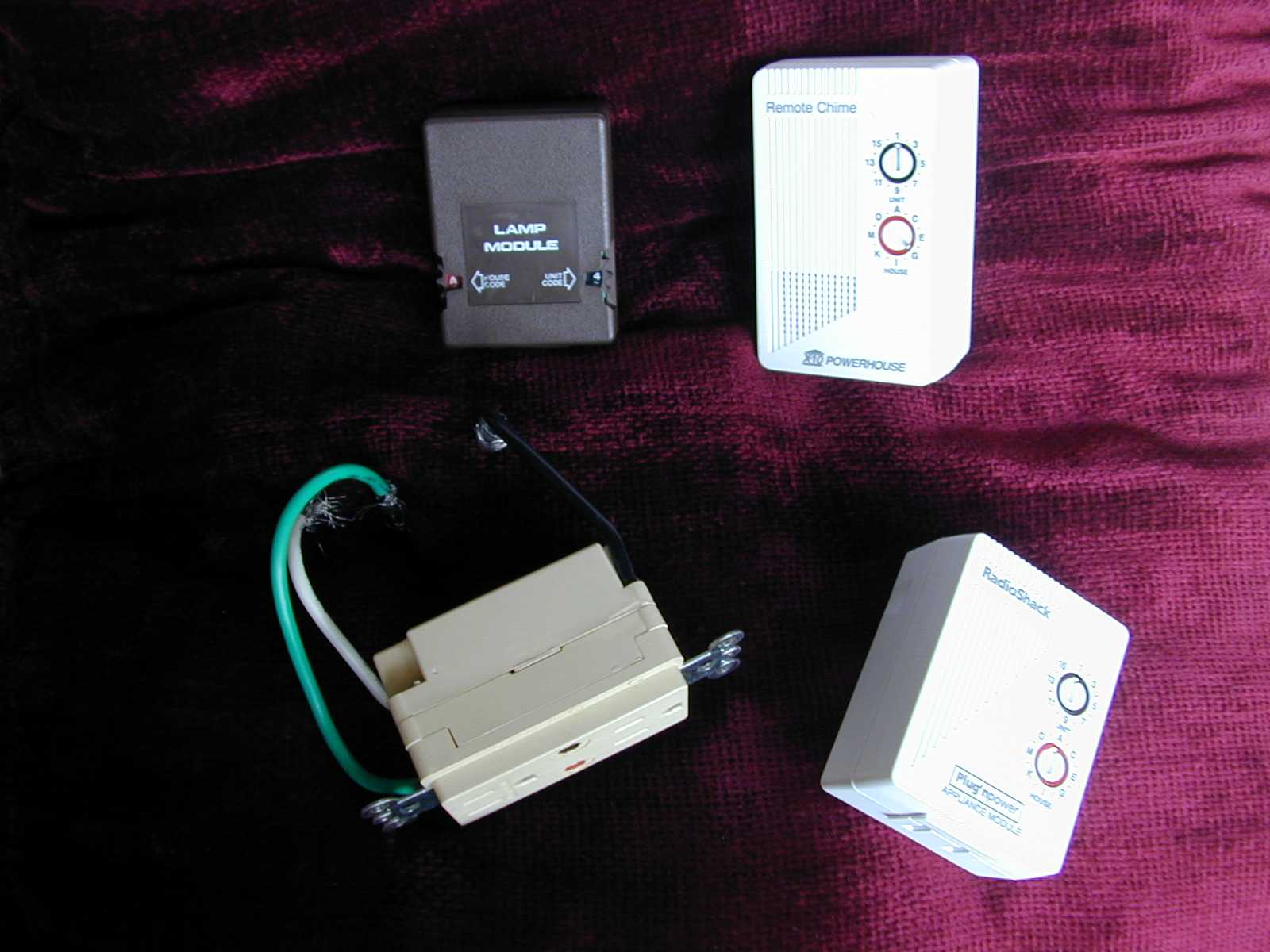
X10 모듈(왼쪽 상단부터 시계 방향): 기존 BSR 램프 모듈, "차임 모듈", 최신 램프 모듈, 콘센트 모듈

X10은 가정 자동화(domotics)에 사용되는 전자 장치 간의 통신을 위한 프로토콜이다. 이는 주로 신호 및 제어를 위해 전력선 배선을 사용하며, 여기서 신호에는 디지털 정보를 나타내는 짧은 무선 주파수 버스트가 포함된다. 무선 라디오 기반 프로토콜 전송도 정의된다.
X10은 1975년 스코틀랜드 글렌로시스(Glenrothes)의 피코 엘릭트로닉스(Pico Electronics)에서 가정용 기기 및 가전제품을 원격 제어할 수 있도록 개발되었다. 이는 최초의 범용 홈 자동화 네트워크 기술이었으며 여전히 가장 널리 사용되는 기술이다.
더 높은 대역폭의 대안이 많이 존재하지만 X10은 전 세계적으로 수백만 대가 사용되고 있으며 새로운 구성 요소를 저렴하게 사용할 수 있어 가정 환경에서 여전히 인기가 높다.

## 같이 보기
- 가정 자동화
- 전력선 통신